# Kazangasso
Kazangasso is een gemeente (commune) in de regio Ségou in Mali. De gemeente telt 6000 inwoners (2009).
De gemeente bestaat uit de volgende plaatsen:
- Beh
- Kapré
- Kazangasso
- Kéniesso
- Sangoula Djirela
- Sangoula Doubalekola
- Sangoula Marka
- Wassasso